# Mohsen Forouzan
Mohsen Forouzan (* am 3. Mai 1988 in Rasht) ist ein iranischer Fußballtorwart, der zurzeit bei Esteghlal in der Persian Gulf Pro League unter Vertrag steht.
Forouzan startete bei Shahrdari Khomam, ehe er 2003 zu Pegah Gilan wechselte, bei dem er auch sein erstes Profispiel absolvierte.
Nachdem Forouzan bei Pegah Gilan sein Debüt gegeben hatte, wechselte er im Sommer 2007 für zwei Jahre zu Malavan Anzali. Dort konnte er sich jedoch nicht durchsetzen und ging im Sommer 2009 in seine Heimatstadt Rasht zurück. Er unterschrieb einen Vertrag bei Damash Gilan, dem Nachfolgerverein von Pegah Gilan. Er machte 16 Spiele in der Azadegan League.
Nach der Saison 2009/10 wechselte Forouzan innerhalb der Azadegan League zu Gostaresh nach Tabriz. Nach starken 18 Ligapartien ging er im Sommer 2011 zum Stadtrivalen Tractor Sazi.
Nach seinem Transfer zu Tractor Sazi wurde er in seiner ersten Saison Stammtorhüter und machte letztlich 24 Spiele für seinen Verein. Durch seine guten Leistungen landete der Verein auf Platz 2 der Tabelle und Forouzan konnte sich erstmals für die Nationalmannschaft empfehlen. In der darauffolgenden Saison war er allerdings nur noch Ersatzspieler und bestritt nur 6 Partien.
Im Sommer 2013 kehrte Forouzan zu Gostaresh, welches in die erste Liga aufgestiegen war, zurück. Er machte 27 Ligaspiele.
Nach einer guten Saison bei Gostaresh bekam Forouzan ein Angebot vom Hauptstadtklub Esteghlal aus Teheran, welches er annahm. Er trat hiermit die Nachfolge von Mehdi Rahmati an, der seinen Vertrag bei Esteghlal nicht verlängerte.